# Patrocínio Paulista
Patrocínio Paulista is een gemeente in de Braziliaanse deelstaat São Paulo. De gemeente telt 12.943 inwoners (schatting 2009).

## Aangrenzende gemeenten
De gemeente grenst aan Altinópolis, Batatais, Franca, Itirapuã, Capetinga (MG), Ibiraci (MG), São Sebastião do Paraíso (MG) en São Tomás de Aquino (MG).